# 吉田潤司
吉田 潤司（よしだ じゅんじ、1987年1月 - ）は、日本人男性初となるメリーモナーク（フラダンス）大会での優勝者。

## 略歴
1987年1月、東京都生まれ。幼い頃にハワイへ移り、フラダンスと出会う。その後、フラハラウ（フラ教室）に属し、Merrie Monarchメリーモナーク大会で優勝。メリーモナーク・フェスティバルは、ハワイで最も権威のあるフラの競技会であり、選び抜かれたフラハラウのみが出場できる由緒ある大会である。
2001年のカヒコ（古典フラ）部門で見事1位となり注目を浴びた。また日本人初の優勝者として、尊敬、注目されている。